# Dalongkoua
Dalongkoua (лат.) — вымерший род тероцефалов из семейства вайтсиид из поздней перми.

## История открытия
Dalongkoua была обнаружена в секции Далонгкоу верхнепермской свиты Гуодикенг в Китае.